# Crabschuyt
De Crabschuyt is een klein vissersscheepje uit het begin van de 17e eeuw.
Het werd gebruikt voor de visserij in de zeearmen langs de Hollandse kust en Zuiderzee.
Er zijn geen afbeeldingen van bekend, alleen een summiere beschrijving door Cornelis van Yk die het te gewoon vond om er veel woorden aan te hechten.
Als  meest waarschijnlijk wordt aangenomen dat het de later de naam Kubboot krijgt in het Zuiderzeegebied.

## Bron
- Bron: Cornelis van Yk "De Nederlandsche scheepsbouwkonst open gestelt" Delft 1697 (zie )